# Stolen Dance
Singles de Milky Chance
Down by the River
(2014)
Stolen Dance est une chanson du groupe allemand Milky Chance sorti en décembre 2013. C'est le premier single issu de leur premier album Sadnecessary.

## Classement hebdomadaire
| Classement (2013-2014)                  | Meilleure position |
| --------------------------------------- | ------------------ |
| Allemagne (Media Control AG)            | 2                  |
| Australie (ARIA)                        | 2                  |
| Autriche (Ö3 Austria Top 40)            | 1                  |
| Belgique (Flandre Ultratop 50 Singles)  | 3                  |
| Belgique (Wallonie Ultratop 50 Singles) | 1                  |
| Danemark (Tracklisten)                  | 21                 |
| Espagne (PROMUSICAE)                    | 5                  |
| France (SNEP)                           | 1                  |
| Hongrie (Rádiós Top 40)                 | 1                  |
| Irlande (IRMA)                          | 1                  |
| Italie (FIMI)                           | 6                  |
| Norvège (VG-lista)                      | 2                  |
| Nouvelle-Zélande (RMNZ)                 | 3                  |
| Pays-Bas (Nederlandse Top 40)           | 3                  |
| Pays-Bas (Single Top 100)               | 6                  |
| Pologne (ZPAV)                          | 3                  |
| Tchéquie (IFPI Rádio)                   | 1                  |
| Slovaquie (IFPI Rádio)                  | 9                  |
| Suède (Sverigetopplistan)               | 19                 |
| Suisse (Schweizer Hitparade)            | 1                  |